# Bhutaniella rollardae
Bhutaniella rollardae är en spindelart som beskrevs av Jäger 200. Bhutaniella rollardae ingår i släktet Bhutaniella och familjen jättekrabbspindlar.
Artens utbredningsområde är Nepal. Inga underarter finns listade.